# ابراهیم‌آباد (ارزوئیه)
ابراهیم‌آباد، روستایی در دهستان امیرآباد بخش صوغان شهرستان ارزوئیه در استان کرمان ایران است.

## جمعیت
بر پایه سرشماری عمومی نفوس و مسکن در سال ۱۳۹۵، جمعیت این روستا برابر با ۴۵۲ نفر (۱۲۰ خانوار) بوده‌است.